# Free Derry Corner

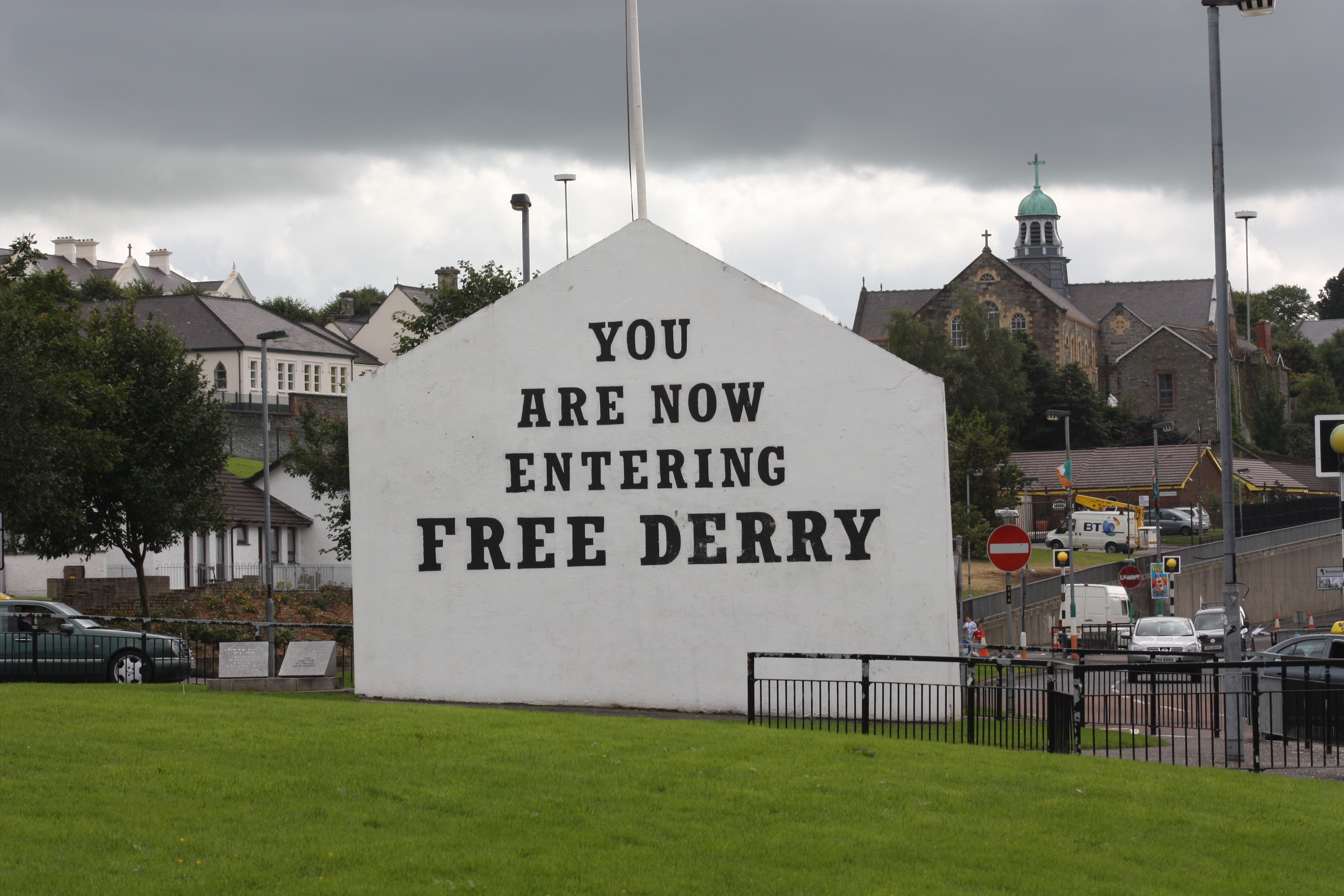
På en väggmålning av den lokale aktivisten John "Caker" Casey från januari 1969 står det: "Du stiger nu in i fria Derry".

Free Derry Corner är ett torg i stadsdelen Bogside i Derry, Nordirland som ligger i korsningen mellan Lecky Road, Rossville Street och Fahan Street. På en väggmålning av den lokale aktivisten John "Caker" Casey från januari 1969 står det: "Du går nu in i Free Derry". 
Torget kom att kallas Free Derry Corner av invånarna, medan media kallade den "the area". Torget ligger i utkanten av Bogside och har tillsammans med omkringliggande gator varit skådeplatsen för den blodiga söndagen och slaget om Bogside. På grund av torgets läge bildades frontlinjerna där när gatustrider utbröt. Efter segern i slaget om Bogside firade invånarna från stadsdelen på Free Derry Corner den 30 och 31 augusti 1969, tillsammans med många kända irländare.
Idag är torget större än på 1960- och 1970-talet, då flera hus har rivits eller bränts ner under konflikten. Huset där Casey målade sin välkomstfras finns inte heller kvar, men väggen med målningen är bevarad, tillsammans med en av hans andra målningar på baksidan av väggen. På Free Derry Corner finns ett minnesmärke över hungerstrejken i Nordirland 1981 och ett flertal andra väggmålningar. Dessutom finns en minnessten till hyllning för de som dött i tjänst för Provisoriska IRA:s Derry-brigad.